# Нормальне розшарування
Нормальне розшарування підмноговида {\displaystyle \displaystyle S} гладкого многовида {\displaystyle \displaystyle M} — векторне розшарування, що доповнює дотичне розшарування {\displaystyle \mathrm {T} S.} Особливо важливим є випадок ріманових многовидів в якому нормальне розшарування в кожній точці є ортогональним доповненням {\displaystyle \mathrm {T} _{p}S} до простору {\displaystyle \mathrm {T} _{p}M.}

## Означення

### Ріманові многовиди
Нехай {\displaystyle (M,g)} — ріманів многовид і {\displaystyle S\subset M} — ріманів підмноговид. Для {\displaystyle p\in S}, вектор {\displaystyle n\in \mathrm {T} _{p}M} є нормальним до {\displaystyle S} якщо {\displaystyle g(n,v)=0} для всіх {\displaystyle v\in \mathrm {T} _{p}S.} Тобто {\displaystyle n} належить ортогональному доповненню простору {\displaystyle \mathrm {T} _{p}S} до простору {\displaystyle \mathrm {T} _{p}M}. Множина {\displaystyle \mathrm {N} _{p}S} нормальних векторів {\displaystyle n} є векторним простором, що називається нормальним простором до {\displaystyle S} в точці {\displaystyle \displaystyle p.}
Нормальним розшаруванням {\displaystyle \mathrm {N} S} називається об'єднання всіх таких нормальних просторів:
{\displaystyle \mathrm {N} S:=\coprod _{p\in S}\mathrm {N} _{p}S}.
Дане розшарування є векторним розшаруванням і дотичне розшарування {\displaystyle \mathrm {T} M} є сумою Вітні розшарувань {\displaystyle \mathrm {T} S} і {\displaystyle \mathrm {N} S.}

### Загальний випадок
Якщо задано занурення {\displaystyle i\colon N\to M} многовида, то нормальне розшарування до N в M можна визначивши в кожній точці N прийнявши за нормальний простір фактор-простір дотичного простору до M по дотичному простору до N. Тобто для {\displaystyle p\in S} за означенням
NpS = Ti(s)M / Tsi(TsS).
Для Ріманового многовиду цей фактор-простір є ізоморфним ортогональному доповненню до {\displaystyle i_{*}(\mathrm {T} _{p}S)} в просторі {\displaystyle \mathrm {T} _{i(p)}M} і дані два означення є еквівалентними, окрема, для будь-якої пари ріманових метрик на {\displaystyle \displaystyle M} визначені ними нормальні розшарування є ізоморфними.
Дані означення також дають точну послідовність:
{\displaystyle 0\to TS\to TM_{|S}\to NS\to 0.}